# John Michael Johnson
John Michael Johnson (* 3. Juni 1968 in San Antonio, USA) ist ein US-amerikanischer Boxer im Bantamgewicht.

## Profikarriere
Im Jahre 1986 begann er erfolgreich seine Profikarriere. Am 22. April 1994 boxte er gegen Junior Jones um den Weltmeistertitel des Verbandes WBA und schlug ihn durch technischen K. o. in Runde 11. Allerdings verlor er diesen Gürtel bereits in seiner ersten Titelverteidigung im Juli desselben Jahres an Daorung Chuwatana durch technischen Knockout in der 1. Runde.
Ende September 2014 unterlag er Ricardo Alvarez über 8 Runden durch einstimmige Punktentscheidung.